# Illicium arborescens
Illicium arborescens är en tvåhjärtbladig växtart som beskrevs av Bunzo Hayata. Illicium arborescens ingår i släktet Illicium och familjen Schisandraceae. Inga underarter finns listade.